# 凱利敦 (喬治亞州)
凱利敦（英語：Kelleytown）是位於美國喬治亞州亨利縣的一個非建制地區。該地的面積和人口皆未知。

## 地理
凱利敦的座標為33°32′15″N 84°05′21″W / 33.53750°N 84.08917°W，而該地的平均海拔高度為249米（即817英尺）。